# Преступление в Корее
«Преступление в Корее» — пропагандистский фильм 1950 года, созданный Службой связи армии США, в основном касающийся военных преступлений, якобы совершенных северокорейцами.

## Сюжет
«Преступление Кореи» начинается с того, что рассказчик вспоминает, какой была Корея, когда он впервые прибыл в 1945 году для капитуляции Японии. Он отмечает, насколько хорошо были приняты союзники и как корейский народ был рад наконец избавиться от своих японских колониальных хозяев, а также «столетий русского и китайского господства». Показаны различные общественные здания и описаны многие виды деятельности по восстановлению нации.
Дальше сюжет переносится вперёд в 1950 год, и рассказчик вновь в Корее, но на этот раз лишь в качестве военного корреспондента. Многие здания и общественные центры выглядят выпотрошенными или разрушенными, а многие корейцы показаны застреленными со связанными за спиной руками. Рассказчик дает справочную информацию о военных преступлениях коммунистов, заявляя, что было обыденным, что они повсюду находили одни и те же истории. Но затем было преступление войны, преступление агрессии, из-за которого так много людей напрасно погибло.
Показанная резня иллюстрирует истинную природу агрессора, северокорейских захватчиков. «Везде лежат убитые мертвецы». Поле ям с мертвыми телами, показанное в фильме, связано с резней в Тэджоне. В фильме предполагается, что число жертв составляет от 10 000 до 25 000 или более. Рассказчик говорит нам, что «… возможно, сейчас общая цифра приблизительна, если это имеет значение».
Фактическое число было более 7000. Есть и другие детали, которые, видимо, не имеют никакого значения для рассказчика, который клянется, что «мы заставим этих военных преступников (имея в виду коммунистов, обвиняемых в резне) заплатить». По словам историка Брюса Камингса, автора книг о происхождении и ведении Корейской войны, «это полная перестановка чёрного и белого, сделанная в рамках политики». На самом деле, Тэджонская резня возле Сеула была проведена южнокорейской полицией, в то время как американская армия и сотрудники разведки наблюдали за этой резнëй. Эта информация была скрыта, а более разоблачительные фотографии, показывающие истинных преступников, засекречены до тех пор, пока эти фотографии не были опубликованы в 1999 году. По словам Камингса, фильм следует официальной политике по введению зрителей в заблуждение, заставляя их думать, что резня была устроена северокорейскими агрессорами. Затем демонстрируются кадры Ким Ир Сена и коммунистического руководства, а также коммунистические митинги и парады, и рассказчик говорит о необходимости противодействовать этому, чтобы остановить «другие Кореи».
Финальный сегмент фильма заставляет тыл поддерживать производство и покупать военные облигации для военных действий.